# Merzhausen
Merzhausen – gmina w Niemczech, w kraju związkowym Badenia-Wirtembergia, w rejencji Fryburg, w regionie Südlicher Oberrhein, w powiecie Breisgau-Hochschwarzwald, siedziba związku gmin Verwaltungsgemeinschaft Hexental. Leży częściowo na obszarze krajobrazowym Hexental, ok. 3 km na południe od ścisłego centrum Fryburga Bryzgowijskiego.